# NGC 5286
NGC 5286，也稱為科德韋爾84，是由恆星組成的一個球狀星團，位置在半人馬座，距離地球35,900光年。在這個距離，來自這個星團的光經歷了星際氣體和塵埃的紅化，因此在UBV測光系統的E(B – V)=0.24星等。在這個星團的北方4角分有一顆裸眼可見的恆星半人馬M（4.65等）。它是蘇格蘭天文學家詹姆士·丹露帕在澳洲發現的，並且列在他於1827年編輯的星表內。
這個星團距離銀河中心29 kly（8.9 kpc），目前正在銀暈內環繞著銀河。它可能與麒麟座環，一個從矮星系形成但已經斷裂的恆星潮汐流，有所關聯。NGC 5286可能是銀河系內最古老的球狀星團，估計他的年齡是125.4億歲。它不是個完美的球形，投影有著0.12的扁率。
星團中心恆星的速度瀰散度是(8.1 ± 1.0) 公里/秒。根據在這個星團中心的恆星運動，它可能擁有的中介質量黑洞的質量不到星團質量的1%，而估計整個星團的質量上限是6,000太陽質量 。

## 外部連結
- NGC 5286（页面存档备份，存于） at Astrosurf
- WikiSky上关于NGC 5286的内容：DSS2, SDSS, GALEX, IRAS, 氢α, X射线, 天文照片, 天图, 文章和图片

| 天文學目錄           | 天文學目錄                                           | 天文學目錄 |
| -------------------- | ---------------------------------------------------- | ---------- |
| NGC天體表：          | NGC 5284 - NGC 5285 - NGC 5286 - NGC 5287 - NGC 5288 |            |
| 科德韦尔深空天体表： | C82 - C83 - C84 - C85 - C86                          |            |